# Dieversity
Dieversity ist eine deutsche Melodic-Death-Metal-/Modern Metal-Band aus Würzburg. Zu den größten Einflüssen zählen Bands wie Soilwork, Killswitch Engage oder In Flames.

## Geschichte
Dieversity wurde 2010 in Würzburg gegründet. Mit den ersten Demoaufnahmen erreichte Dieversity einen Plattenvertrag mit der 7hard – 7us media group. Zum Ende des Jahres 2012 erschien darauf folgend das Debütalbum Last Day: Tomorrow. Das Album wurde in Besprechungen überwiegend positiv aufgenommen. Das Rock Hard vergab  7,5 von 10, Powermetal.de 8,5 von 10, Metalunderground.at 5 von 5 und metal.de 7 von 10 Wertungspunkten. Kurz nach der Veröffentlichung trennte sich Dieversity von Sänger Thomas Garos. Um das Album 2013 auch live präsentieren zu können, wurde Martin Herrnleben als neuer Sänger eingebunden.
Nach einigen Festivals, Club-Gigs und einer kleinen Tour (unter anderen mit Bands wie Hypocrisy,  Sodom, Dew-Scented, Die Apokalyptischen Reiter) gab Dieversity am 6. Juni 2014 die Trennung von ihrem zweiten Sänger Bastian Gehrfelder bekannt. Die Band beschloss daraufhin zukünftig nur noch mit einem Sänger weiterzumachen.
Am 11. September 2015 veröffentlichte Dieversity ihr zweites Album Re/Awakening mit der Bob-Media Agentur und Sonic Revolution über Soulfood. Für dieses Album wurden zusammen mit den Playville Studios zwei Videos veröffentlicht.
Im Juni 2016 entschloss sich Martin Herrnleben die Band aus zeitlichen Gründen zu verlassen. Im Januar 2017 fand die Band kurzzeitig Ersatz in Samir Laarej, der die Band Anfang 2018 aber wieder verließ.
Ende 2019 stieg Martin Herrnleben wieder in die Band ein und man spielte eine ReAwakening Show in Würzburg im B-Hof.
In der aktuellen Besetzung, mit Neuzugang Robin Mattner am Gesang, arbeitet die Band am Nachfolger von Re/Awakening.
Im Dezember 2020 wurde die Single End of the Line veröffentlicht. Ende 2021 gab die Band ihr drittes Album mit dem Titel Age Of Ignorance heraus.

## Diskografie

### Alben
- 2012: Last Day: Tomorrow (7hard)
- 2015: Re/Awakening (Sonic Revolution)
- 2021: Age Of Ignorance (El Puerto Records)

### Singles
- 2020: End of the Line (artistfy)
- 2023: Be Quick or Be Dead (El Puerto Records)

### Musikvideos
- 2015: Stop War Inferno
- 2015: In Your Dreams
- 2020: End of the Line
- 2021: The Bitter Taste Of Sin